# Island Park, Idaho
Island Park är en ort i Fremont County i delstaten Idaho, USA.